# Veronika Dintinjana
Veronika Dintinjana, slovenska pesnica, prevajalka in kirurginja, * 1977.
Najboljša avtorica Festivala mlade literature Urška 2002; vitezinja Pesniškega turnirja in zmagovalka 6. ljubljanskega pesniškega slema v letu 2008, koje za knjigo Rumeno gori grm forzicij na 24. slovenskem knjižnem sejmu prejela nagrado zanajboljši leposlovni prvenec. Njena druga knjiga pesmi V suhem doku je bila v letu 2017 nominirana za Veronikino nagrado mesta Celje in za kritiško sito, ki ga podeljuje Društvoslovenskih literarnih kritikov, Društvo slovenskih pisateljev pa ji je podelilo Jenkovo nagradoza najboljšo pesniško zbirko zadnjih dveh let. 
V okviru KUD Kentaver že od leta 2006 organizira redna pesniška branja Mlade rime, ki delujejo kot platforma za pesniške glasovemladih in še neuveljavljenih avtorjev. Do leta 2016 so se Mlade rime dogajale v avtonomniconi Metelkova v Menzi pri koritu, od leta 2016 do 2020 v Modrem kotu v prostorih nekdanjetovarne koles Rog, od leta 2020 do 2022 na Vodikovi domačiji, od februarja 2023 pa v parcipativni ljubljanski avtonomi coni (PLAC-u).  Za KUD Kentaver je dve leti zaporedorganizirala in vodila pesniško delavnico za mlade pesnike in pesnice. 
Prevaja zlasti ameriško in irsko poezijo. Doslej so v knjižni obliki izšli njeni prevodi izbranih pesmi Louise Glück (MK, 2011, 2020, 2021), Denise Levertov (KUD Kentaver, 2014), Ciarana O'Driscolla (KUD France Prešeren, 2013) ter eseji Ursule K. Le Guin (KUD Apokalipsa, 2007). Še neobjavljenepesmi iz zapuščine Pabla Nerude so v sodelovanju s Christi Dintinjana izšle l. 2018 priCankarjevi založbi z naslovom Tvojih nog se dotikam v senci.

## Nagrade in priznanja
- 2002: nagrada festivala Urška
- 2008: nagrada za najboljši literarni prvenec (Slovenski knjižni sejem) • Rumeno gori grm forzicij
- 2008: vitezinja poezije na Pesniškem turnirju
- 2008: zmagovalka 6. ljubljanskega pesniškega slema
- 2017: nominacija za kritiško sito in Veronikino nagrado za knjigo V suhem doku
- 2017: Jenkova nagrada • V suhem doku